# Балар, Макс
Максимильен Балар (англ. Maximilien Balard; род. 20 ноября 2000, Сидней) — австралийский футболист, опорный полузащитник клуба НАК Бреда.

## Клубная карьера
Балар — воспитанник клубов «Хако Сидней Сити Ист» и «Сентрал Кост Маринерс». 3 января 2021 года в матче против «Макартура» он дебютировал в A-Лиге в составе последних. 2 апреля 2024 года в поединке против «Мельбурн Сити» Макс забил свой первый гол за «Сентрал Кост Маринерс». В составе клуба игрок дважды стал чемпионом страны. Летом того же года Балар перешёл в нидерландский НАК Бреда. 9 августа в матче против «Гронингена» он дебютировал в Эредивизи.

## Достижения
Командные
 «Сентрал Кост Маринерс»
- Победитель A-Лиги (2) — 2022/23, 2023/24